# Vatanabe Jumi
Vatanabe Jumi (渡邊 由美; Hepburn: Watanabe Yumi)(Japán, 1970. július 2. –) japán válogatott labdarúgó.

## Klub
A Fujita Tendai SC Mercury csapatában játszott.

## Nemzeti válogatott
1988-ban debütált a japán válogatottban. A japán válogatott tagjaként részt vett az 1991-es világbajnokságon. A japán válogatottban 19 mérkőzést játszott.

## Statisztika
| Japán válogatott | Japán válogatott | Japán válogatott |
| Időszak          | Mérk.            | gól              |
| ---------------- | ---------------- | ---------------- |
| 1988             | 2                | 0                |
| 1989             | 9                | 2                |
| 1990             | 6                | 0                |
| 1991             | 2                | 0                |
| Összesen         | 19               | 2                |

## Sikerei, díjai
Japán válogatott
- Ázsia-kupa:  Bronz; 1989